# Renhua

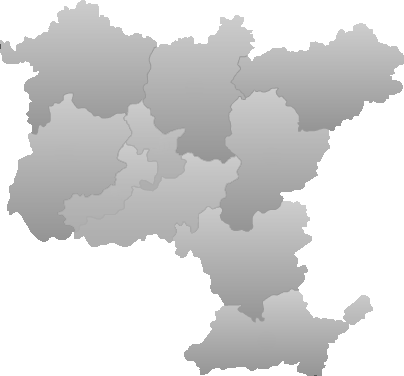
Lage des Kreises Renhua im Gebiet der bezirksfreien Stadt Shaoguan

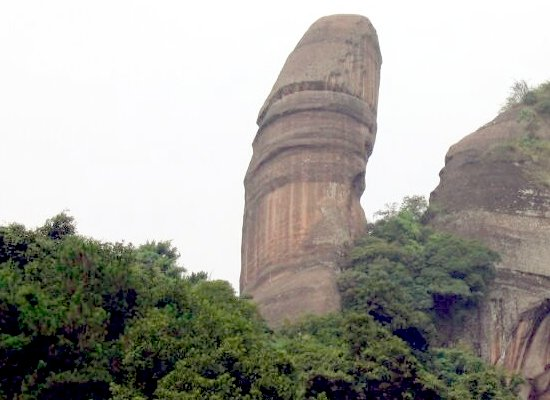
Yangyuanshi

Der Kreis Renhua (仁化县; Pinyin: Rénhuà Xiàn) ist ein Kreis der bezirksfreien Stadt Shaoguan im Norden der chinesischen Provinz Guangdong. Er hat eine Fläche von 2.223 km² und zählt 186.009 Einwohner (Stand: Zensus 2020). Sein Hauptort ist die Großgemeinde Renhua (仁化镇).
Die Pagode des Yunlong-Tempels (Yunlong si ta 云龙寺塔) im Dorf Angang und das befestigte Dorf Shuangfengzhai (Shuangfengzhai 双峰寨) vom Ende des 18. Jahrhunderts stehen seit 1988 bzw. 2006 auf der Liste der Denkmäler der Volksrepublik China.